# Bolxaia Júravka
Bolxaia Júravka (en rus: Большая Журавка) és un poble de l'óblast de Saràtov, a Rússia, segons el cens del 2010 tenia 380 habitants. Pertany al districte municipal d'Arkadak.